# K-480 Ak Bars
K-480 Ak Bars je podmornica razreda Ščuka-B Ruske vojne mornarice. Njen gredelj je bil položen 22. februarja 1985, splavljena je bila 16. aprila 1988, v uporabo pa je bila predana 29. decembra 1988 in postala je del 24. divizije podmornic Severne flote v Gadžijevem. 24. julija 1991 je bila poimenovana Bars, leta 1998 pa je bila preimenovana v Ak Bars.
Leta 1996 je bil sklenjen sponzorski sporazum z republiko Tatarstan.
Podmornica je bila upokojena 1. oktobra 2002.
Del podmornice je bil uporabljen pri gradnji podmornice Vladimir Monomah.